# Lago di Monticolo
Con il termine di lago di Monticolo (Montiggler See in tedesco) si designano due piccoli laghi alpini (Lago Grande e Lago Piccolo) situati in provincia di Bolzano sul Monte di Mezzo (Mitterberg), collina che sovrasta Vadena e Laives separandola dall'Oltradige. Si trovano a circa 16 km da Bolzano.

## Geografia
I laghi, di origine glaciale, sono siti nel mezzo di vasti boschi di conifere e latifoglie in una zona a clima particolarmente favorevole. Sono molto frequentati dai turisti.
In assenza di immissari di apprezzabile consistenza, il ricambio dell'acqua è assai lento per entrambi il laghi. Ne consegue un riscaldamento naturale delle acque, che avviene però prevalentemente in superficie, cosicché si ha la formazione di una sensibile stratificazione termica.
Entrambi i laghi sono balneabili. Vige un divieto di navigazione ai natanti a motore o vela.
In inverno capita sovente che i laghi ghiaccino abbastanza da poter praticare il pattinaggio per qualche settimana.

## Toponimo
L'odonimo è attestato nel 1307 come in dem Muntiggl auf den Seen, nel 1328 come se ze Muntykl e nel 1575 come die zween see in Mantigel e deriva dall'etimo latino *monticulu "piccola montagna".

### Il lago Grande
Il Lago Grande (in ted. Großer Montiggler See) giace in un avvallamento in gran parte boscoso del Monte di Mezzo. Lungo all'incirca 700 metri, ha una larghezza variante tra i 200 ed i 300 metri. Sulla riva occidentale sorge un complesso comprendente impianti balneari, con una piscina riscaldata con più vasche e scivolo, ed anche con un accesso diretto al lago (sul molo si trova un trampolino da circa 3 metri). Vi è inoltre la possibilità di noleggiare barche a remi. Sono presenti anche un ristorante ed un albergo.

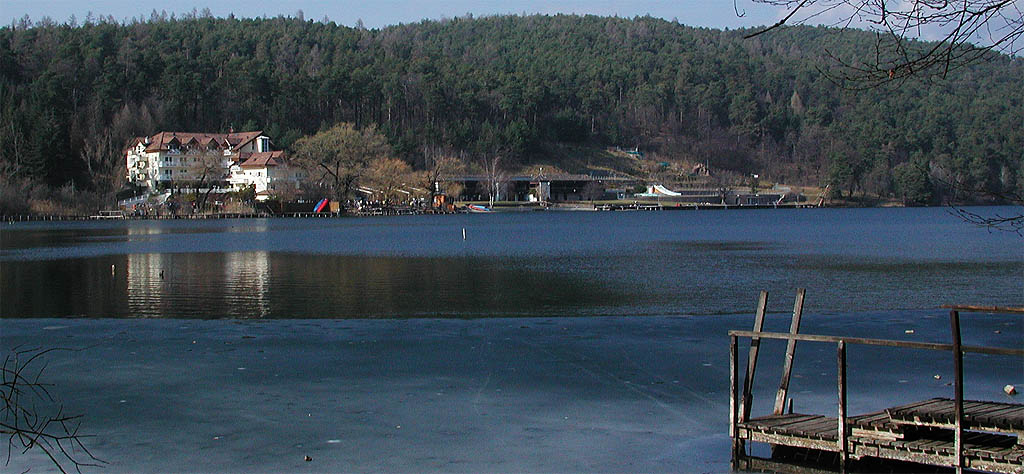
Il lago grande di Monticolo, sponda settentrionale: si vedono l'albergo e il complesso di impianti balneari

### Il lago Piccolo
Il Lago Piccolo (in ted. Kleiner Montiggler See) si trova in una conca secondaria, interamente boscosa, circa 400 metri a NNE del Lago Grande. Ha forma semicircolare con un diametro di circa 300 metri e dispone anch'esso di un piccolo impianto balneare.

## Colle Joben
A sud del Lago Grande si trovano i resti di un insediamento preistorico: il castelliere dell'età del Bronzo di colle Joben (ted. Jobenbühel). Il sito, scavato a inizio Novecento ed oggi in stato di abbandono, è ritenuto da alcuni essere un osservatorio astronomico preistorico. Un secondo sito preistorico si trova sulla cima più settentrionale del Monte di Mezzo detta Col dell'Omo (ted. Wildemannbühel, 613 m), a nord del Lago Piccolo.